# Aloe trigonantha
Aloe trigonantha é uma espécie de liliopsida do gênero Aloe, pertencente à família Asphodelaceae.